# Langue des signes maltaise
La langue des signes maltaise, est la langue des signes utilisée par une partie des personnes sourdes et de leurs proches en Malte.

## Histoire

### Reconnaissance légale
La langue des signes maltaise est officiellement reconnue par la parlement le 16 mars 2016.